# إف 1 ريس

صورة من المرحلة الأولى للعبة

إف ون ريس (بالإنجليزية: F-1 Race)‏ (باليابانية: F1レース)، هي لعبة فيديو إلكترونية يابانية من نوع سباق السيارات فورومولا ون، صدرت في اليابان سنة 1984م، وفي سنة 1990م صدرت لنظام اللعبة المحمولة جيم بوي في اليابان وأمريكا الشمالية وأوروبا.